# IC 3897
IC 3897 је спирална галаксија у сазвјежђу Ловачки пси која се налази на листи објеката дубоког неба у Индекс каталогу.
Деклинација објекта је + 39° 40' 23" а ректасцензија 12h 55m 19,0s. Привидна величина (магнитуда) објекта IC 3897 износи 15,6 а фотографска магнитуда 16,4. IC 3897 је још познат и под ознакама NPM1G +39.0305, PGC 3088119.